# ジャイブ 海風に吹かれて
『ジャイブ 海風に吹かれて』は、2009年に公開された日本映画。

## 概要
サトウトシキによる「大人の青春映画」。撮影は北海道で行われた。
モントリオール世界映画祭2008招待作品に選出された。

## ストーリー
泊哲郎（石黒賢）は東京でIT企業を経営して多忙な日々を送っていたのだが、共同経営者の前島（山口馬木也）に裏切られてしまう。祖父の四十九日をきっかけに北海道江差町へ帰郷し、そこで元同級生・杉山由紀（清水美沙）に出会う。二人で思い出を語り合ううちに哲郎はかつて抱いていた夢を思い出し、「ヨットでの北海道無寄港一周」を実現しようとする。

## キャスト
- 石黒賢：泊哲郎
- 清水美沙：杉山由紀
- 上原多香子：川原麻衣子
- 大滝秀治：泊義春
- 加賀まりこ：泊悦子
- 津川雅彦：泊繁三
- 山口馬木也：前島
- 豊永伸一郎：檜山勇次
- 六平直政：山浦組会長
- 北見敏之：藤野毅
- 佐藤ヒデアキ：漁師
- 諏訪太朗：漁師

## スタッフ
- 監督：サトウトシキ
- プロデューサー：佐藤ヒデアキ
- Co.プロデューサー：浅見一史
- 原作：秀丸
- 脚本：渡辺千明、松山賢二郎
- 撮影：加藤雄大
- 編集：川島章正
- 音楽：井口拓磨、伊藤ひさ子
- 音楽協力：小川弘
- エンディングテーマ：松山千春『ため息をつかせてよ』
- 挿入歌：Kazumi『Oiwake』
- スクリプター：天池芳美
- 照明：山川英明
- 装飾：肥沼和男
- 録音：郡弘道
- 助監督：落合俊一